# Thomas Mann
Pour les articles homonymes, voir Mann et Thomas Mann (homonymie).
Thomas Mann, né le 6 juin 1875 à Lübeck et mort le 12 août 1955 à Zurich, est un écrivain allemand, lauréat du prix Nobel de littérature en 1929. Il est l'une des figures les plus éminentes de la littérature européenne de la première moitié du XXe siècle et il est considéré comme un grand conteur moderne de la décadence bourgeoise et de la défense de la démocratie.
Après son premier roman, Les Buddenbrook, paru en 1901, Thomas Mann publie des nouvelles et récits tels que Tonio Kröger, Tristan (de) ou La Mort à Venise. Le roman La Montagne magique, publié en 1924 , avec lequel il perpétue la tradition du Bildungsroman européen, est exemplaire de son art créatif : le narrateur y maintient une distance sceptique et ironique vis-à-vis des autres personnages, les thèmes typiques de cette veine reviennent en tant que leitmotivs, et la syntaxe y est riche et complexe. Ces caractéristiques sont également présentes dans ses œuvres ultérieures, parmi lesquelles la nouvelle Mario et le Magicien, la tétralogie Joseph et ses frères, et l'ouvrage tardif Le Docteur Faustus qui méritent une mention particulière.
Les essais et déclarations de Thomas Mann sur les questions politiques, sociales et culturelles de son époque ont reçu une large attention. Bien qu'initialement sceptique vis-à-vis de la démocratie occidentale, Mann devient au début des années 1920 un défenseur convaincu de la république de Weimar. Après l'arrivée au pouvoir des nazis, il émigre en 1933 en Suisse puis en 1938 aux États-Unis, pays dont il acquiert la citoyenneté en 1944. De 1952 à sa mort, il vit de nouveau en Suisse.
Thomas Mann est issu de la respectable famille patricienne et marchande Mann de Lübeck. Son frère aîné, Heinrich Mann, et quatre de ses six enfants, Erika, Klaus, Golo et Monika, furent également écrivains.

## Biographie
Thomas Mann naît le 6 juin 1875 à Lübeck dans une riche famille patricienne de négociants en grains. Son père, Thomas Johann Heinrich Mann, consul des Pays-Bas dès 1864, est élu au Sénat de la ville de Lübeck en 1877 ; sa mère, née Julia da Silva-Bruhns, originaire du Brésil, est issue d'une famille de commerçants germano-brésilienne. En mai 1890, la maison de commerce fête son centenaire, mais le 13 octobre 1891 le sénateur Mann décède à l'âge de 51 ans, laissant un testament qui prévoit la dissolution de la maison de commerce. Les études de Thomas Mann, d'abord dans une école privée puis au Katharineum, ne sont guère brillantes. En 1892, la mère de Thomas Mann s'installe à Munich, où il la rejoint en 1894.

### Formation
Dès 1892, il écrit quelques textes en prose et des articles pour le magazine Der Frühlingssturm (« la Tempête du printemps ») qu'il coédite. En 1894, retrouvant sa mère, ses frères et ses sœurs à Munich, il travaille pour une société d'assurances. Il abandonne cette profession en 1895 pour parachever sa formation intellectuelle et devenir écrivain libre. Il fait paraître l'un de ses premiers récits dans la revue Die Gesellschaft, et quelques articles dans la revue Das zwanzigste Jahrhundert dirigée par son frère Heinrich Mann. Il se familiarise avec les pensées de Schopenhauer et Nietzsche, découvre les théories freudiennes naissantes, puis étudie les œuvres littéraires de Goethe, Schiller, Lessing, Dostoïevski, Tchekhov, Fontane, ainsi que la musique de Richard Wagner. Tous sont pour lui des modèles et il leur consacre plus tard de nombreux articles ou essais. Thomas Mann a une passion pour la musique qui transparait dans plusieurs de ses œuvres (dont La Montagne Magique ou Buddenbrooks) : il joue du violon, et il révèle à sa famille que s'il n'avait pas été écrivain, il aurait voulu être chef d'orchestre. Il découvre l'Italie avec son frère Heinrich de juillet à octobre 1895, puis durant l'automne 1896.

### Premières œuvres
L'éditeur S. Fischer lui commande en mai 1897 une œuvre d'ampleur en prose : Thomas Mann commence la rédaction de son premier roman, largement inspiré de l'histoire familiale, sur la grandeur et la décadence d'une famille dans l'Allemagne au tournant du XIXe siècle : Buddenbrooks (Les Buddenbrook), qui paraît en 1901. Il fréquente à cette époque le salon de l'autrice et mécène Ida Boy-Ed. En 1903, il publie Tonio Kröger qui conte l'amour tourmenté d'un jeune homme pour deux de ses camarades de classe, Hans Hansen et Inge Holm, dont une large part est autobiographique comme en témoigne la correspondance de l'auteur.
Le 11 février 1905, il épouse Katia Pringsheim, petite-fille de la féministe Hedwig Dohm.
En 1912, il publie Der Tod in Venedig (La Mort à Venise). La ville de Venise et le Grand Hôtel des Bains sur l'île du Lido, où séjourne Mann en mai-juin 1911, sont au cœur de cette nouvelle inspirée par la mort du compositeur Gustav Mahler que Mann apprend précisément le 18 mai 1911. Mais c'est aussi à Venise que meurt en 1883, Richard Wagner à qui Mann dédie un essai durant la même période. Enfin, c'est sur la plage du Lido que Mann voit se réveiller son homosexualité latente devant la beauté d'un jeune noble polonais de quatorze ans. Cette œuvre que Mann désigne comme « une tragédie » est une réflexion sur la mort, l'amour, le mal, l'art et la culture. Œuvre profondément personnelle en rupture avec le naturalisme des débuts, La Mort à Venise exprime les angoisses d'un homme aux prises avec ses démons, marqué par la maladie, la mort de ses proches (sa femme souffre d'une maladie pulmonaire et sa sœur Carla s'est suicidée l'année précédente) et par la menace de guerre qu'il perçoit dans la crise franco-allemande de 1911.

### La conversion aux idées libérales

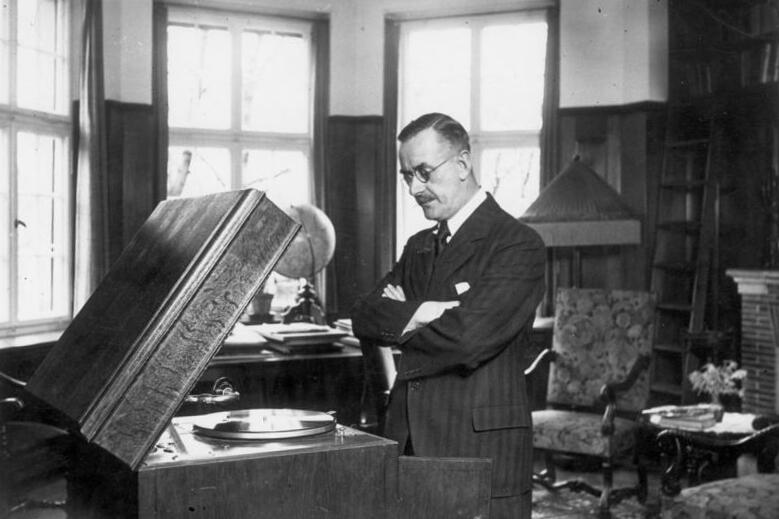
Thomas Mann en 1932.

Un séjour en sanatorium (le Schatzalp) à Davos à partir de l'année 1912, et la catastrophe de la Grande guerre dans laquelle il est impliqué (prenant un temps parti pour l'Allemagne impériale) lui fournissent le sujet de son roman le plus célèbre, Der Zauberberg (La Montagne magique), débuté en 1913 et paru en 1924. Cette œuvre, conçue comme une relecture ironique du Bildungsroman (« roman d'apprentissage »), constitue une étape importante dans son évolution intellectuelle en ce qu'elle marque symboliquement son ralliement aux idées libérales, après une proximité avec le courant de la Révolution conservatrice symbolisée par ses Considérations d'un apolitique, ouvrage important publié en 1918. Outre les considérations politiques, sociales et économiques, la structure narrative de l'ouvrage incorpore des réflexions artistiques, esthétiques, philosophiques, historiques et spirituelles et plusieurs théories littéraires. Cette vaste parabole sur la déchéance spirituelle, l'amour et la mort, avec l'Europe d'avant la Première Guerre mondiale pour toile de fond, lui vaut la renommée internationale. Mais lorsque l'Académie suédoise lui attribue le prix Nobel de littérature en 1929, c'est principalement pour Les Buddenbrook publié en 1901.
Face à la montée du totalitarisme en Europe, Mann publie, l'année suivante, la nouvelle Mario et le Magicien qui évoque le danger des régimes fascistes et de la lâcheté intellectuelle.

### L'exil

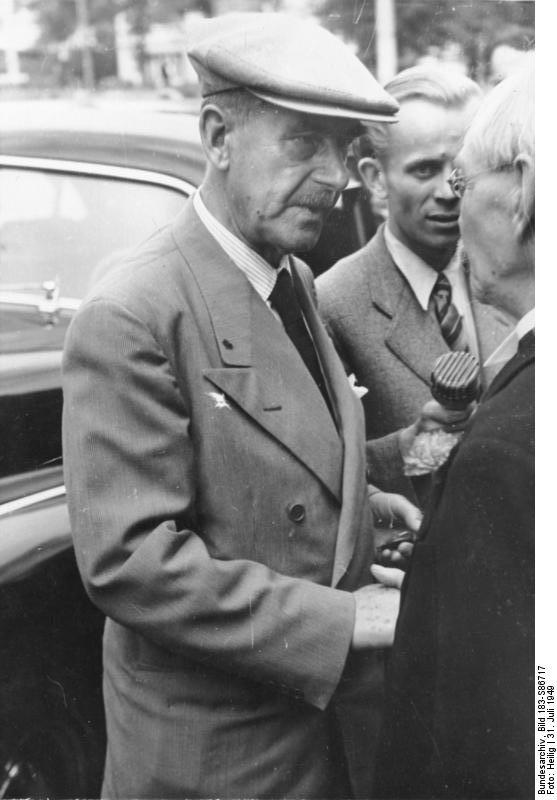
Thomas Mann en 1949.

Dès 1933, il émigre en Suisse puis dans le Sud de la France où il demeure quelques semaines avec sa famille dans une villa à Sanary-sur-Mer. Il rejoint ensuite à nouveau la Suisse et s'installe à Küsnacht, près de Zurich, afin de se tenir éloigné de la tourmente politique que connaît alors son pays. Les premiers mois du régime nazi le convainquent, après un moment d'hésitation, de ne pas retourner en Allemagne. En 1936, il est déchu de la nationalité allemande. Connaissant les œuvres de Sigmund Freud, il dira d'Hitler : 

« Comme cet homme doit haïr la psychanalyse ! »

Plus généralement, il est passionné par la médecine, et ses ouvrages regorgent de descriptions symptomatiques précises (il dira du dernier des Buddenbrook « qu'il a les dents striées par la chlorose », par exemple, et La Montagne magique comporte des passages sur les maladies dont ses personnages sont atteints). Renonçant à un isolement artistique déconnecté des réalités économiques et sociales, Thomas Mann multiplie les manifestations publiques en faveur de la démocratie.
À partir de 1938, il vit aux États-Unis, d'abord à Princeton, puis l'année suivante à Pacific Palisades en Californie. C'est là qu'il compose le complexe et fort sombre Doktor Faustus (Le Docteur Faustus), paru en 1947, qui revisite le mythe de Faust et évoque métaphoriquement l'âme de l'Allemagne à travers le portrait d'un compositeur, inspiré d'Arnold Schoenberg. Durant ces années d'exil, il retrouve certains autres exilés allemands, tels que le dramaturge et poète Bertolt Brecht (évoquant Thomas Mann à plusieurs reprises dans son journal et sa correspondance), le réalisateur Fritz Lang, ou encore le compositeur Kurt Weill. Ses nombreux "lecture tours" et ses émissions radiophoniques font partie des "exigences du jour" ("Forderungen des Tages") auxquelles il s'astreint en plein accord avec son épouse Katia. L'influence de ses deux ainés, Erika et Klaus, est également significative pour comprendre son évolution à l'égard de son ancienne patrie, dont il a perdu la nationalité. Comme Katia, il ne sera naturalisé américain qu'en 1944.

### Le retour en Europe

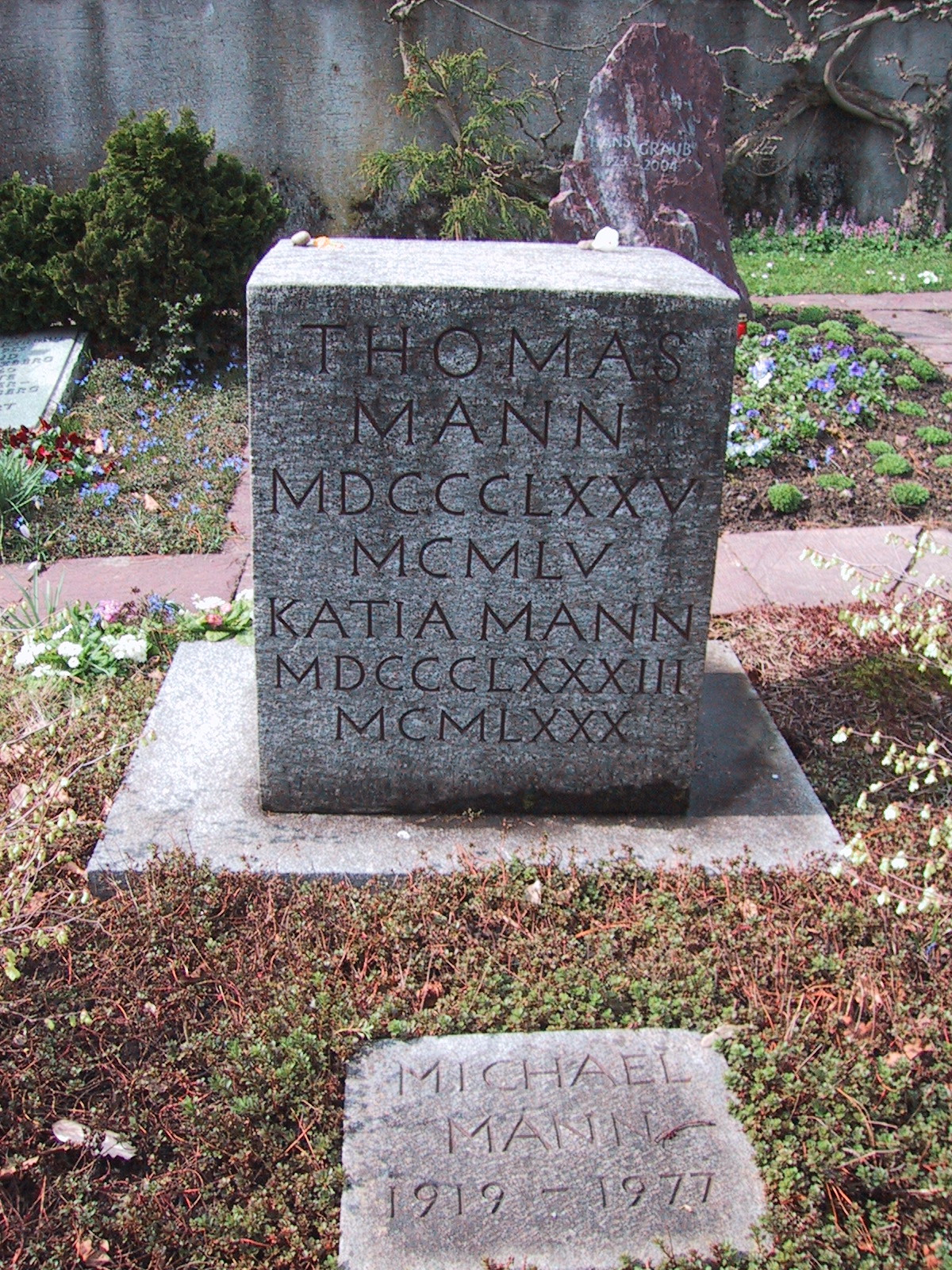
Tombe de Thomas Mann.

Après la guerre, il retourne régulièrement dans son pays natal, notamment en 1949 pour recevoir le Goethe-Preis à l'occasion du 200e anniversaire de la naissance du célèbre écrivain. À cette occasion, il visite les villes de Francfort-sur-le-Main et de Weimar. En mai 1950, il dédicace la traduction française de son Doktor Faustus chez son ami, le libraire et éditeur, Martin Flinker, quai des Orfèvres. Il prononce à la Sorbonne son célèbre discours "Mon Temps", brillante synthèse de sa pensée dans les domaines économiques et sociaux.Gérard Valin a décrit ce séjour à Paris dans une publication de juin 2025.
Il est profondément déçu par l'évolution politique des États-Unis, sous l'influence du Maccarthysme. En 1952, il retourne s'installer en Suisse et non en Allemagne, bien qu'on cite alors son nom comme possible Président de la République fédérale d'Allemagne.
En 1954, il est fait citoyen d'honneur de sa ville natale. En mai 1955, il est nommé membre d'honneur de l'Académie des arts de la RDA. Il meurt trois mois plus tard à Zurich et est enterré à Kilchberg.
Ce n'est que dans ses Notes quotidiennes du soir à n'ouvrir que vingt ans après ma mort, publiées - malgré son titre - dès 1955, qu'il parle ouvertement de ses attirances homosexuelles bien qu'elles soient évoquées, de manière indirecte, dans Tonio Kröger et La Mort à Venise.

### Famille
Il est le frère cadet de l'auteur allemand Heinrich Mann et le père des écrivains Erika et  Klaus Mann, de l'historien Golo Mann, ainsi que du musicien Michael Thomas Mann.
| Prénom    | Naissance        | Décès            |
| --------- | ---------------- | ---------------- |
| Erika     | 9 novembre 1905  | 27 août 1969     |
| Klaus     | 18 novembre 1906 | 21 mai 1949      |
| Golo      | 29 mars 1909     | 7 avril 1994     |
| Monika    | 7 juin 1910      | 17 mars 1992     |
| Elisabeth | 24 avril 1918    | 8 février 2002   |
| Michael   | 21 avril 1919    | 1er janvier 1977 |

### Thomas Mann, l'Allemagne et les Juifs
Thomas Mann a tenu très tôt une position critique à l'égard du régime nazi. Dans son roman Le Magicien, Colm Toibin raconte comment Thomas Mann a fréquenté la communauté juive de Munich, dont les parents de son épouse Katia, étaient d’éminents représentants.
Une réflexion de plus en plus approfondie et significative se dessine dans son évolution personnelle, intellectuelle et politique, notamment face à la virulence de l'antisémitisme dans l'Allemagne de Weimar et sous le IIIe Reich. Continûment chez lui, s'esquisse un parallèle entre le destin d'Israël et celui de l'Allemagne. Le leitmotiv se porte au cœur de l'œuvre à travers les balbutiements d'une germanité mise au sommet de ses plus nobles traditions. Le débat sur le sujet est sensible au point qu'il a longtemps été tabou outre-Rhin. La première rupture de ce silence est marquée par la publication de Thomas Mann und das Deutschtum et du livre de Jacques Darmaun, Thomas Mann et les Juifs.

## Œuvres
Rompant peu à peu avec les formes littéraires traditionnelles, ses ouvrages comprenant romans, nouvelles et essais, font appel aux domaines des sciences humaines (histoire, philosophie, politique, analyse littéraire) pour produire une image complexe du siècle et de ses bouleversements. Son œuvre, influencée sur un plan philosophique  par Arthur Schopenhauer et Friedrich Nietzsche est consacrée aux rapports entre l'individu, la société et ses institutions. Elle oppose généralement la rigueur du travail intellectuel, la spiritualité et le culte de l'action.
Cependant, Mann refuse de lier son existence à la seule décadence. Il n'a de cesse de lutter, à sa manière, comme son frère Heinrich, pour la défense des valeurs mises en péril par les différents « ismes » et les idéologies radicales. Au fil du temps, il devient une figure réellement engagée dans l'action politique et éthique. L'homme, au départ porteur de lourds préjugés venus de son pays et de son époque, sait faire face dans les moments difficiles et s'érige en représentant de la « bonne Allemagne » et de ses meilleures traditions.

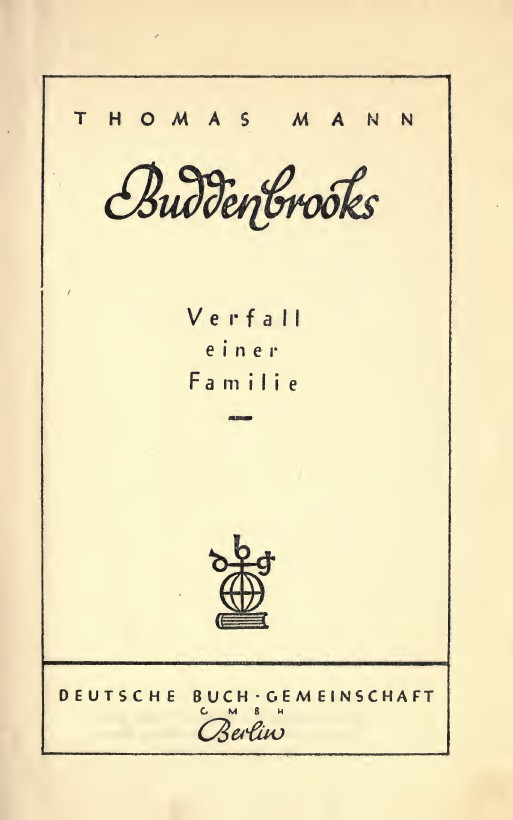
Buddenbrooks (1909).

### Romans
- 1901 : Buddenbrooks - Verfall einer Familie (Les Buddenbrook : Le déclin d'une famille)
- 1903 : Tonio Kröger (court roman)[13]
- 1909 : Königliche Hoheit (Altesse Royale)[14]
- 1924 : Der Zauberberg (La Montagne magique)
- 1933-1943 : Joseph und seine Brüder (Joseph et ses frères), roman en 4 tomes :
  - 1933 : Die Geschichten Jaakobs (Les Histoires de Jacob)
  - 1934 : Der junge Joseph (Le Jeune Joseph)
  - 1936 : Joseph in Ägypten (Joseph en Égypte)
  - 1943 : Joseph, der Ernährer (Joseph le Nourricier)
- 1939 : Lotte in Weimar (Charlotte à Weimar)
- 1944 : Das Gesetz (La Loi)
- 1947 : Doktor Faustus (Le Docteur Faustus)
- 1951 : Der Erwählte (L'Élu)
- 1953 : Die Betrogene (Le Mirage)
- 1954 : Bekenntnisse des Hochstaplers Felix Krull. Der Memoiren erster Teil, nouvelle version allongée d'une nouvelle de 1911. Œuvre inachevée (Les Confessions du chevalier d'industrie Félix Krull)

### Nouvelles
- 1893 : Vision
- 1894 : Gefallen
- 1896 : Der Wille zum Glück
- 1896 : Enttäuschung (Déception)
- 1897 : Der Tod
- 1897 : Der Bajazzo (Paillasse)
- 1898 : Der kleine Herr Friedemann (Le Petit Monsieur Friedemann), (recueil de six nouvelles)
- 1898 : Tobias Mindernickel (Tobias Mindernickel)
- 1899 : Gerächt. Novellistische Studie
- 1899 : Der Kleiderschrank (L'Armoire ou L'Armoire à vêtements)
- 1900 : Luischen (Louisette)
- 1900 : Der Weg zum Friedhof (Le Chemin du cimetière)
- 1902 : Gladius Dei (Gladius Dei)
- 1903 : Tristan (Tristan)
- 1903 : Die Hungernden (Les Affamés)
- 1903 : Das Wunderkind (L'Enfant prodige)
- 1904 : Ein Glück (Un petit bonheur)
- 1904 : Beim Propheten (Chez le prophète)
- 1905 : Schwere Stunde (Heure difficile)
- 1908 : Anekdote
- 1909 : Das Eisenbahnunglück (L'Accident de chemin de fer)
- 1911 : Wie Jappe und Do Escobar sich prügelten (Comment Jappe et Do Escobar se battirent)
- 1912 : Der Tod in Venedig (La Mort à Venise)
- 1918 : Herr und Hund (Maître et Chien)
- 1919 : Gesang vom Kindchen. Ein Idyll
- 1921 : Wälsungenblut (Sang réservé ou Les Enfants de Wotan)
- 1926 : Unordnung und frühes Leid (Désordre)
- 1930 : Mario und der Zauberer (Mario et le Magicien)
- 1940 : Les Têtes interverties, légende hindoue (de) (Die vertauschten Köpfe)

### Théâtre
- 1906 : Fiorenza
- 1954 : Luthers Hochzeit (inachevé)

### Autres publications
- 1911-1950 : Wagner et notre temps, Thomas Mann, « Pluriel », Hachette, Paris, 1978
- 1918 : Betrachtungen eines Unpolitischen (essai politico-autobiographique) (Considérations d'un apolitique, Paris, Grasset, 1975)
- 1928 : Theodor Fontane (Le Vieux Fontane, dans Romans de Theodor Fontane, Paris, Robert Laffont, Bouquins, 1992)
- 1932 : Goethe und Tolstoi (Goethe et Tolstoï)
- 1933 : Leiden und Größe Richard Wagners (Souffrances et grandeur de Richard Wagner)
- 1935 : Leiden und Größe der Meister (Souffrances et grandeur des Maîtres), Berlin, S. Fischer, 1935 (contient Traversée avec Don Quichotte).
- 1938 : Achtung, Europa! (Avertissement à l'Europe)
- 1938 : Schopenhauer (Essai sur Schopenhauer)
- 1939 : Das Problem der Freiheit (Le Problème de la liberté)
- 1942 : Deutsche Hörer! (Appels aux Allemands)
- 1944 : Tu n'auras pas d'autres dieux devant ma face, dans Les Dix commandements : Récits sur la guerre de Hitler contre la loi morale, recueil de nouvelles de Thomas Mann, Bruno Frank, John Erskine, Rebecca West, Sigrid Undset, Frantz Werfel, André Maurois, Jules Romains, Louis Bromfield et Hendrik Willem van Loon, Éditions de la Maison Française, New York, 1944, 524 p.
- 1947 : Nietzsches Philosophie im Lichte unserer Erfahrung (La Philosophie de Nietzsche à la lumière de notre expérience)
- 1955 : Versuch über Schiller (Essai sur Schiller)
- 1956 : Meerfahrt mit Don Quijote (Traversée avec Don Quichotte)

### Correspondances
- Hermann Hesse, Thomas Mann : Correspondance, José Corti, 1997
- Theodor W. Adorno, Thomas Mann : Correspondance 1943-1955, Klincksieck, 2009

### Journal
- Journal (1918-1921 - 1933-1939), traduit de l'allemand par Robert Simon, version française présentée et annotée par Christoph Schwerin, Gallimard,1985.
- Journal (1940-1955), traduit de l'allemand par Robert Simon, texte établi par Peter de Mendelssohn et Inge Jens, Gallimard, 2000.

## Adaptations
Cette liste comprend des films réalisés d'après des romans ou des nouvelles de Thomas Mann.

### Au cinéma
- 1923 : Die Buddenbrooks, film allemand réalisé par Gerhard Lamprecht
- 1953 : Königliche Hoheit, film allemand réalisé par Harald Braun, avec Ruth Leuwerik et Dieter Borsche
- 1957 : Les Confessions de Félix Krull (Bekenntnisse des Hochstaplers Felix Krull), film allemand réalisé par Kurt Hoffmann, avec Horst Buchholz dans le rôle de Felix Krull, Liselotte Pulver dans le rôle de Zaza et Ingrid Andree dans le rôle de Zouzou
- 1957 : La Cravate, film français réalisé par Alejandro Jodorowsky, adaptation de la nouvelle Les Têtes inverties
- 1959 : Buddenbrooks, film allemand réalisé par Alfred Weidenmann, avec Hansjörg Felmy dans le rôle de Thomas Buddenbrook, Hanns Lothar dans le rôle de Christian Buddenbrook et Liselotte Pulver dans le rôle de Tony Buddenbrook
- 1964 : Tonio Kröger, film franco-allemand réalisé par Rolf Thiele, avec Jean-Claude Brialy dans le rôle de Tonio Kröger
- 1964 : Wälsungenblut, film allemand réalisé par Rolf Thiele, avec Gerd Baltus et Rudolf Forster
- 1971 : Mort à Venise (Morte a Venezia), film franco-italien réalisé par Luchino Visconti, avec Dirk Bogarde dans le rôle de von Aschenbach
- 1974 : Lotte à Weimar (Lotte in Weimar), film est-allemand réalisé par Egon Günther, avec Lilli Palmer dans le rôle de Lotte
- 1977 : Unordnung und frühes Leid, film allemand réalisé par Franz Seitz, avec Martin Held et Ruth Leuwerik
- 1979 : Org, film italo-argentin réalisé par Fernando Birri, adaptation de Les Têtes inverties, avec Terence Hill
- 1982 : La Montagne magique (Der Zauberberg), film austro-germano-franco-italien réalisé par Hans W. Geissendörfer, avec Christoph Eichhorn dans le rôle de Hans Castorp, Marie-France Pisier dans le rôle de Claudia Chauchat, Rod Steiger dans le rôle de Mynheer Peperkorn et Charles Aznavour dans le rôle de Naphta
- 1982 : Le Docteur Faustus (de), film allemand réalisé par Franz Seitz, avec Jon Finch dans le rôle de Faust et André Heller dans le rôle de Satan
- 1989 : Poseshcheniye, film russe réalisé par Valeri Tkachyov
- 1991 : Le Mirage, film franco-canado-germano-suisse réalisé par Jean-Claude Guiguet, avec Louise Marleau, Fabienne Babe et Marco Hofschneider
- 1994 : Mario et le Magicien (Mario und der Zauberer), film allemand réalisé par Klaus Maria Brandauer, avec Brandauer dans le rôle de Cipolla, Julian Sands et Rolf Hoppe
- 2013 : L'Ennemi de la classe (Razredni sovražnik), film slovène réalisé par Rok Biček. Le professeur d'allemand, interprété par Igor Samobor, fait régulièrement référence à Thomas Mann.
- 2013 : Le vent se lève (Kaze Tachinu) film d'animation japonais réalisé par Hayao Miyazaki. Le film s'inspire ouvertement de La Montagne magique et le héros du roman, Hans Castorp, est lui-même présent.

### À la télévision
- 1959 : Mario, téléfilm britannique, avec Michael Ripper dans le rôle-titre.
- 1965 : Buddenbrooks, téléfilm de la BBC, avec Nigel Stock et Kenneth Griffith
- 1971 : I Buddenbrook, mini-série italienne en 7 épisodes, avec Nando Gazzolo et Valentina Cortese
- 1974 : La montaña mágica, épisode 22 de la série télévisée espagnole Los Libros réalisé par José Antonio Páramo
- 1975 : Trisztán, téléfilm hongrois réalisé par Miklós Szinetár
- 1979 : Die Buddenbrooks, mini-série allemande réalisée par Franz Peter Wirth, avec Carl Raddatz, Martin Benrath et Ruth Leuwerik
- 1982 : Les Confessions du chevalier d'industrie Felix Krull (Bekenntnisse des Hochstaplers Felix Krull), mini-série allemande, avec John Moulder-Brown dans le rôle de Felix Krull
- 1990 : Der kleine Herr Friedemann, téléfilm allemand réalisé par Peter Vogel, avec Ulrich Mühe
- 1993 : Mne skuchno, bes, téléfilm russe réalisé par Yuriy Borisov, adaptation du roman Docteur Faustus
- 2008 : Les Buddenbrook, le Déclin d'une famille et Un homme tombé du ciel (Buddenbrooks), téléfilm allemand en deux parties réalisé par Heinrich Breloer, avec Armin Mueller-Stahl, Jessica Schwarz et August Diehl

### Dans la littérature
- Colm Tóibín (trad. Anna Gibson), Le Magicien, Grasset, 2022, 608 p. (ISBN 9782246828259), biographie romancée de Thomas Mann. Elle met en scène la famille dans ses différentes destinations et les liens complexes qui relient Katia, l'épouse de Thomas, à la fratrie Mann.

### Filmographie
- 2001 : Thomas Mann et les siens (Die Manns - Ein Jahrhundertroman), mini-série allemande sur la vie de Thomas Mann réalisée par Heinrich Breloer, avec Armin Mueller-Stahl dans le rôle de Thomas Mann et Monica Bleibtreu dans le rôle de Katia Mann